# 萓芒蚜
萓芒蚜（学名：[Sitobion miscanthi] 错误：{{Lang}}：文本有斜体标记（帮助））为常蚜科芒蚜屬下的一个种。